# Thomisus kiwuensis
Thomisus kiwuensis es una especie de araña cangrejo del género Thomisus, familia Thomisidae. Fue descrita científicamente por Strand en 1913.

## Distribución
Esta especie se encuentra en África Central.